# Lago Hongze
Il lago Hongze (cinese: 洪澤湖, Hóngzé Hú) è uno specchio d'acqua dolce tra i più grandi della Cina, situato nel Jiangsu.
Le stime sulla sua superficie variano tra i 1960 ed i 2069 chilometri quadrati. Ha subito un forte aumento dell'estensione nel corso dei secoli: si stima che abbia raggiunto le dimensioni attuali nel 1194, quando il fiume Huang He cambiò il suo corso unendosi allo Huai He, suo affluente. Prima di riprendere il suo corso originario nel XIX secolo il fiume depositò uno strato di sedimenti che ostruì la foce dell'affluente, che inondò più volte il lago e i suoi dintorni.